# 博士能
博士能集团（Bushnell Corporation）是美国一家专门生产销售光学器材和户外产品的制造公司，总部在堪萨斯州的欧弗兰帕克，是维斯塔户外公司（Vista Outdoor）麾下的子公司。所经营的产品包括双筒望远镜、单筒望远镜、瞄准镜、反射式瞄具、全息式瞄具、观瞄镜、反射望远镜、全球定位系统、激光测距仪、夜视仪、雷达枪、打猎相机等各类光学产品。

## 公司历史
博士能公司创建于1948年，创始人大卫·皮尔索尔·布什内尔（David Pearsall Bushnell，1913～2005）从日本度蜜月时从当地工厂采购了两箱双筒望远镜，回到加利福尼亚后通过邮购销售，之后开创了利用香港、台湾和日本代工生产指定指标的高精度望远镜的策略来满足美国中产阶级对物美价廉产品的需求，并且之后开始将业务扩展到枪械瞄准镜和观瞄镜。1971年，布什内尔将公司出售给了博士伦，并将公司更名为“博士能高性能光学器材”（Bushnell Performance Optics）。三年后，布什内尔本人以博士伦的副主席身份退休。
1999年，博士能通过其当时的母公司全球体育和娱乐公司（Worldwide Sports & Recreation）的资本重整被从博士伦转售到了私募基金公司Wind Point Partners的麾下。2001年，博士能收购了Bollé和Serengeti眼镜品牌和Moonlight系列夜视产品。2002年，博士能收购了运动光学器材公司塔斯科，一个主要面向业余天文爱好者的望远镜及显微镜国际经销商。2005年，博士能收购了俄勒冈州年盈利额6000万美元、负责销售枪套、镜片保护盖、清洁器具和其他枪械附件的Michael's公司，开始连带销售Hoppe's、Butler Creek、Stoney Point和Uncle Mike's Law Enforcement等品牌。
2007年，博士能被另一家私募基金公司MidOcean Partners收购。同年，博士能从威斯康辛州的私募基金Facilitator Capital Funds手中收购了在猎鸭市场中有名的Final Approach和Kolpin Hunting品牌。2008年6月，博士能收购了西蒙斯户外集团（Simmons Outdoor Corporation）和米德仪器（Meade Instruments）两所公司。
2013年9月5日，阿连特技术系统公司（Alliant Techsystems，简称ATK）宣布以9亿8500万现金收购博士能。在2015年ATK与轨道科学公司（Orbital Sciences）合并后，博士能和其他民用产品子公司被分家出去成立了上市公司维斯塔户外公司（Vista Outdoor）。

## 品牌
博士能现今麾下拥有以下品牌：
- Simmons Optics[9]
- Millett[10]
- Blackwater Gear

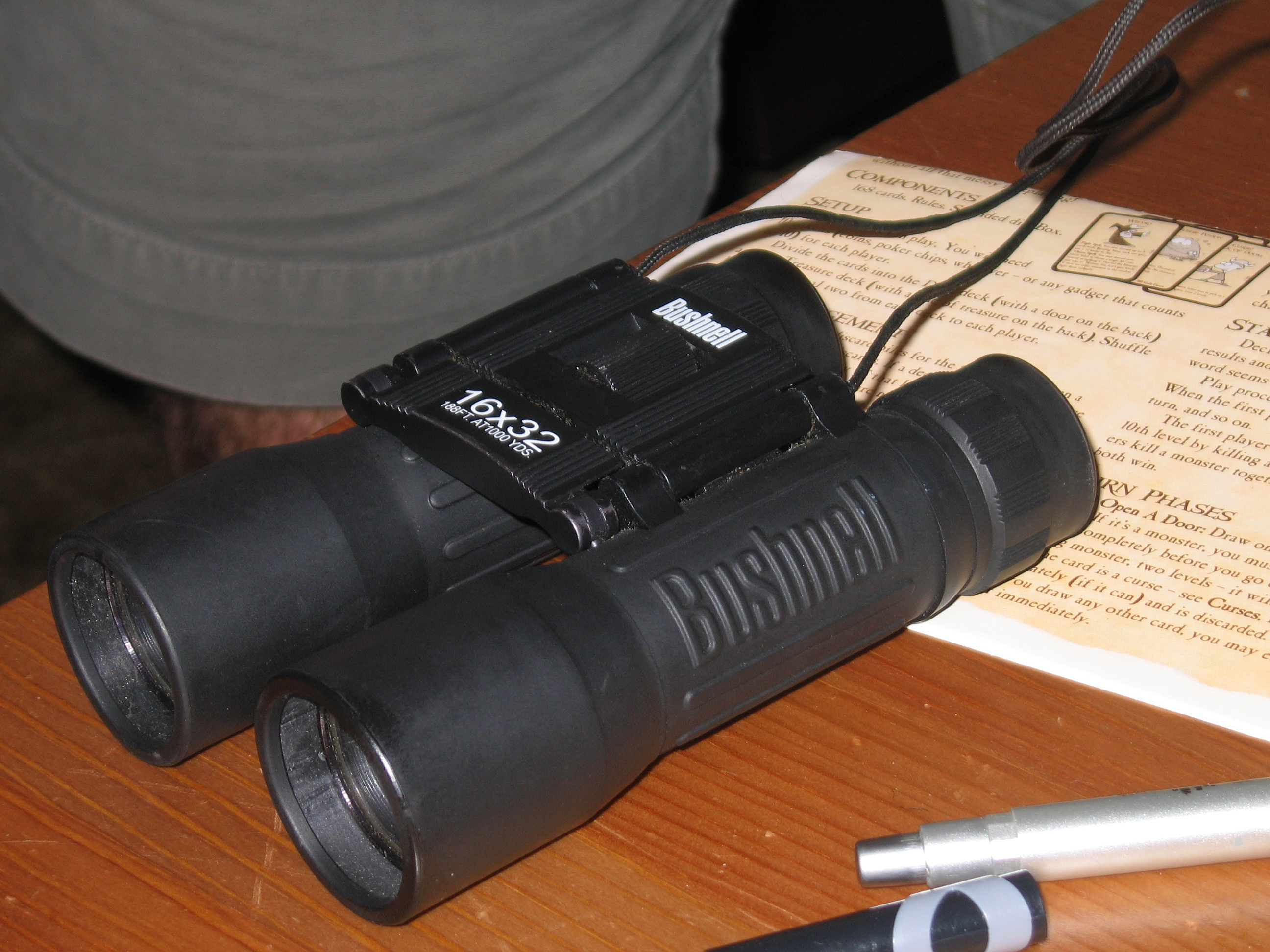
博士能望远镜

- Browning Sports Optics[11]
- Bushnell
- Bushnell Golf[12]
- Butler Creek[13]
- Hoppe's[14]
- Simmons Outdoor Corporation[9]
- Stoney Point[15]
- Tasco[16]
- Uncle Mike's[17]
- Uncle Mike's Law Enforcement[18]
- Primos

## 产品

### 光学器材

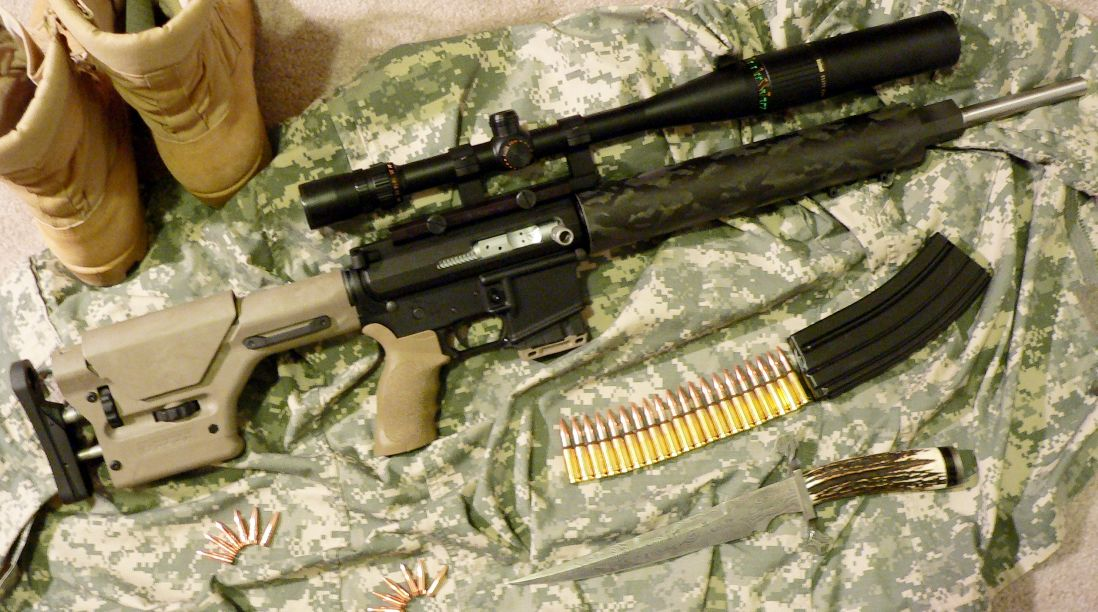
配有博士能Elite 4200瞄准镜的精确射手步枪

- 瞄准镜：博士能生产许多狩猎和战术类瞄准镜，其中比较有名的是“Elite”、“Trophy”和“Legend”系列，其中Elite 4200 6-24×40曾在2007年赢得《户外生活》（Outdoor Life）杂志的“编辑选择奖”[19][20]。现今博士能的瞄准镜产品主要包括新推出的“Forge”、“Engage”、“Nitro”、“Prime”和“TAC”系列，以及之前的“Banner”、“Trophy”、“Elite Tactical”和主要用于现代运动步枪的“AR”[21]和“AK”等系列
- 双筒望远镜：博士能的双筒望远镜曾在2005年和2006年获得《户外生活》杂志的最佳购买奖[22][23]
- 单筒望远镜
- 观瞄镜：主要用于打靶、狩猎和观鸟
- 显微镜
- 反射望远镜
- 红点镜
- 激光瞄准器
- 夜视仪：博士能的夜视产品曾在2017年赢得Optics Planet的优秀奖[24]
- 打猎相机

除此之外，EOTech最先推出的全息式瞄具也是由博士能许可生产的，称作Holosight，一直到2009年停产。

### 户外用品

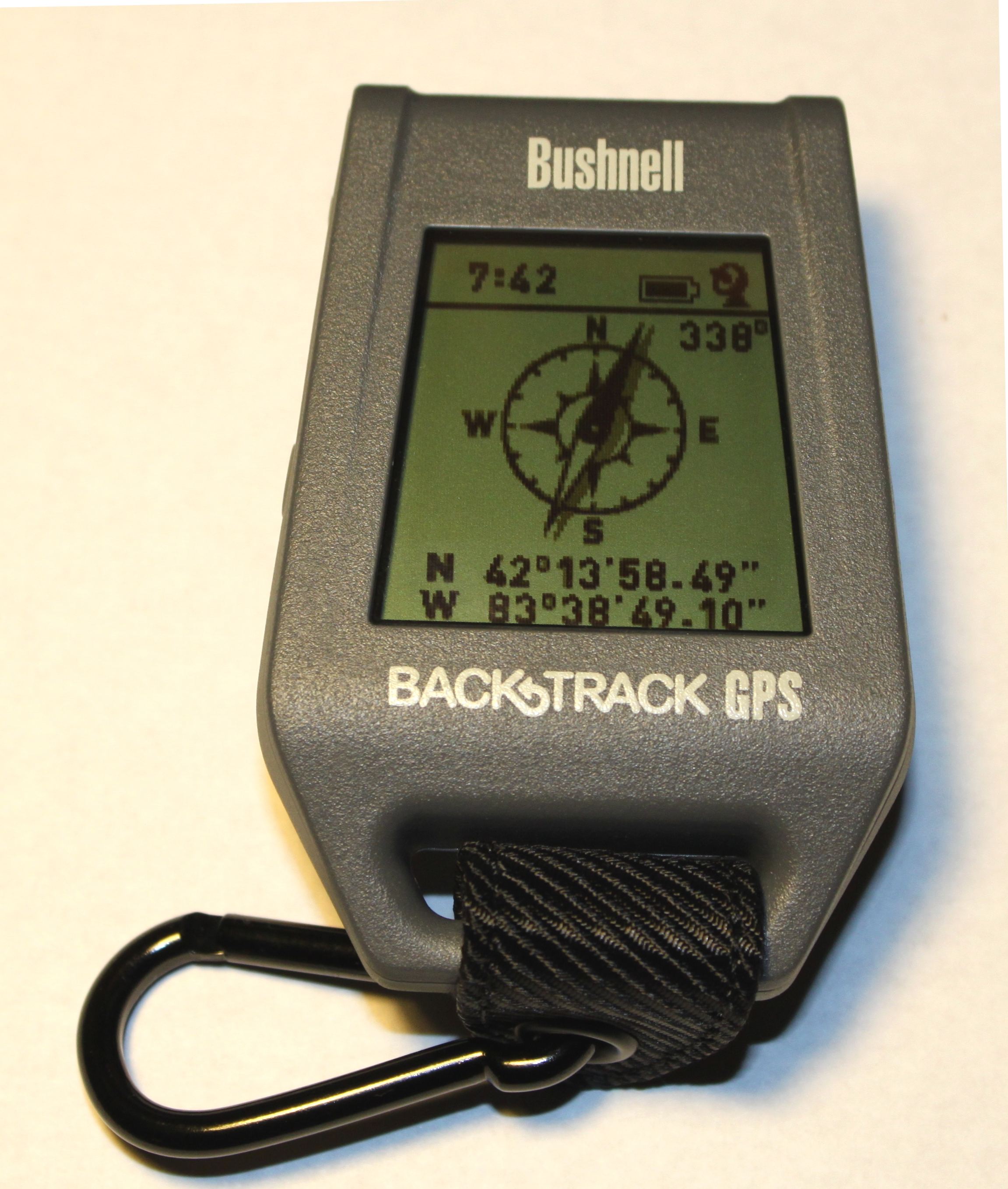
博士伦Point 5全球定位仪

博士能曾经生产针对徒步旅行、野营、登山和狩猎等户外活动人群的WeatherFX系列天气预报仪。现今这个系列已经停产。
2006年，博士能推出了两款首次将航空和卫星图像集成显示的全球定位仪，同时还能将XM卫星电台的技师天气数据叠加显示。2007年，博士能Onix 400全球定位仪获得了美国三大户外杂志之一的《田野与溪流》（Field & Stream）杂志“精品中的精品”奖。同时博士能还生产能提供简单的全球定位功能和数字化指南针来帮助使用者到达指定地点的Backtrack系列简易定位仪 。
博士能还销售为小型电子设备充电的SolarWrap（不用时可以在卷在电池外面）和SolarBook（不用时可以像书本一样折叠）系列太阳能充电器。

### 雷达枪
博士能Speedster和Velocity雷达枪被用来为运动员、教练和教员提供速度数据，可以在1,500英尺（460）距离提供±1 mph（1.6 km/h）的精准度。

### 高尔夫产品
博士能有专门针对高尔夫球市场的产品部门——Bushnell Golf，并号称99%的PGA巡回赛选手都使用其品牌的激光测距仪。博士能的高尔夫激光测距仪品牌包括Tour、Hybrid和Pro系列，其中2019年新推出的7倍放大的Pro XE据说可以在500碼（460）距离达到1碼（0.91）以内的精准度，并可以校正球场的坡度、温度和海拔气压的不同，并且有磁性可以随时安装在球车上。博士能还生产Phantom掌上定位仪以及Excel和Ion2品牌的GPS手表。

### 弹匣装填器
博士能在2018年在其麾下的Butler Creek品牌下推出了一款电子自动弹匣装填器叫做“ASAP Electronic Magazine Loader”，可以一次接受60发子弹并且让使用者选择每次向弹匣内装几发，然后按动电钮就可以开始装填。博士能同时还在Butler Creek品牌下生产多款针对半自动手枪、AR-15、AK-47/Galil和儒格10/22步枪的手动装弹器。